# Flying Teapot
Flying Teapot, sottotitolato: Radio Gnome Invisible Part 1 è il terzo album in studio dei Gong.
È il primo capitolo della trilogia Radio Gnome Invisible, che prosegue con i successivi Angel's Egg e You, nella quale gli elementi della mitologia Gong, già occasionalmente presenti in dischi precedenti del gruppo, sono trattati nella totalità dei testi.

## Il disco
Se il precedente Camembert Electrique aveva sancito la maturità artistica della band, quest'album ne decreta la definitiva consacrazione. È caratterizzato da un susseguirsi di invenzioni musicali e da un'alta dose di umorismo nei testi, che conferiscono all'opera grande energia. L'impatto con il pubblico e con la critica è favorevole e i Gong diventano una cult band per gli amanti della psichedelia e del rock progressivo. I valori espressi dall'album vanno al di là del consumo di droghe e della sperimentazione musicale, individuano nell'amore universale il collante per un mondo migliore, e confermano il gruppo tra i massimi esponenti della controcultura dei primi anni settanta.
Il sound si basa su quello del lavoro precedente; i nuovi entrati Steve Hillage alla chitarra e Tim Blake al sintetizzatore e alle tastiere arricchiscono l'aspetto "space" della band, legato al glissando di Allen, ai sussurri spaziali della Smyth e ai fiati di Malherbe, ora mistici, ora jazz ed ora squillanti e coinvolgenti. La formazione è completata dal nuovo bassista Francis Moze, dall'ex bassista Christian Tritsch, che nel disco diventa il terzo chitarrista, dal nuovo batterista Laurie Allan e dal percussionista Rachid Houari, già alle batterie nel disco d'esordio del gruppo.
Il disco segna anche il passaggio della band alla neonata Virgin, dopo che la BYG Actuel, l'etichetta che li aveva pubblicati fino ad allora, si era eclissata per gravi problemi finanziari. Nacque così un lungo contenzioso in quanto i Gong avevano un contratto per un altro album con la BYG, che reclamò i diritti su Flying Teapot e rifiutò al gruppo le royalty sui dischi precedenti.
Il produttore è Giorgio Gomelsky, già tra i padri putativi del R&B britannico, nonché dei gruppi progressive Soft Machine e Magma, che ha anche un importante ruolo nel cambio di casa discografica dei Gong.
L'album uscì nel 1973 nel Regno Unito per la Virgin (nr. di catalogo V2002), ma la BYG, in virtù del contenzioso, riuscì nello stesso anno a pubblicarlo in Germania (nr. di cat. 6305 850). Il primo CD uscì nel 1991 per la Decal (CD LIK 67), una sussidiaria della Charly Records. Le ultime edizioni in CD sono state della Charly Records (SNAP 025 CD) nel 2005 e della giapponese Victor Entertainment Japan (VICP-63274) nel 2006. Il disegno e le note di copertina sono eseguiti, come sempre, dallo stesso Daevid Allen.

## I brani
"Radio Gnome Invisible". Il brano di benvenuto al fiabesco-strampalato pianeta Gong comincia con una misteriosa introduzione che presto si stempera nella natura gioiosa propria dell'album. Il contatto telepatico tra i pot head pixies, messaggeri volanti nelle teiere, e l'eroe Zero, impersonificato da Allen, si instaura in un'alternanza di momenti di ilare misticismo, fino al ritornello "...nirvana, banana, mañana...", ed altri di rivelazioni sulla natura del pianeta, con gli strumenti che si intrecciano vorticosamente tra frequenti cambi di ritmo e scenario.
"Flying Teapot". Giudicata da molti il pezzo artisticamente più interessante dell'album, si apre con un'atmosfera spaziale del sintetizzatore e dei languidi sospiri della Smyth, mentre il pot head pixie spiega come interpretare i messaggi telepatici. Il sassofono jazz di Malherbe e la psichedelia delle chitarre sfociano in un globale crescendo sincopato dominato dalla batteria, con Zero che viene invitato a bere il magico tè tibetano. I musicisti suonano in modo indipendente, prendendosi a turno la scena principale, ma le sequenze sono legate tra loro con armonia ed originalità.
"Pot Head Pixies". I folletti si presentano a Zero con un buffo testo accompagnato adeguatamente da una musica brillante e sorprendente, gli comunicano che sono dei fricchettoni matti come lui e di tenersi in contatto con loro.
"The Octave Doctors & The Crystal Machine. Dedica ai sacri "Dottori dell'Ottava", i potenti esseri che regolano l'universo mediante la musica, brano strumentale scritto da Blake, soprannominato Moonweed (erba lunare), e condotto principalmente dal suo sintetizzatore. Questo pezzo richiama alla memoria "Welcome to the Machine", che i Pink Floyd avrebbero composto due anni dopo.
"Zero The Hero & The Witch's Spell". Questa lunga suite si apre con l'enfatica dichiarazione d'amore di Zero, che sfocia nell'aria più jazz del disco, in cui il sax di Malherbe dialoga con le percussioni di Houari. Nel corso del brano la Buona Strega, interpretata dalla Smyth con i suoi "space whispers", effettua un incantesimo su Zero, rendendolo schiavo dei suoi voleri.
"Witch's Song/I Am Your Pussy". Il brano di chiusura è collegato al precedente, ed è basato fondamentalmente sulle capacità ammaliatrici della strega, che dichiara di ricambiare l'amore di Zero nel classico stile Gong, con ritmi sorprendenti e trascinanti. L'album si chiude con Zero che celebra l'amore reciproco offrendo alla strega pesce fritto e patatine.

## Tracce
Lato A
1. Radio Gnome Invisible – 5:30 (Daevid Allen)
2. Flying Teapot – 12:30 (Allen, Francis Moze)

Lato B
1. The Pot Head Pixies – 3:00 (Allen)
2. The Octave Doctors & the Crystal Machine – 2:00 (Tim Blake)
3. Zero The Hero & the Witch's Spell – 9:45 (Allen, Christian Tritsch)
4. Witch's Song / I Am Your Pussy – 5:10 (Gilli Smyth, Allen)

## Formazione
- Daevid Allen - voce, chitarra
- Steve Hillage - chitarra
- Gilli Smyth - voce
- Didier Malherbe - sassofono, flauto
- Tim Blake - tastiere, sintetizzatore, voce
- Francis Moze - basso elettrico, tastiere
- Laurie Allan - batteria
- Rachid Houari - percussioni
- Christian Tritsch - chitarra

Nella copertina del disco i componenti della band ed i relativi strumenti vengono presentati come segue:
- PON voicebox - Dingo Virgin (Allen) & Hi T Moonweed the favourite (Blake)
- Orgone box & space whisper - the Good Witch Yoni (Smyth)
- VCS 3box Cynthia size A & crystal machine - Hi T Moonweed the favourite (Blake)
- Split sax ie tenna & soprasax & so flooth - The Good Count Bloomdido Bad De Grass (Malherbe)
- Gitbox - Stevie Hillside (Hillage) (spermguitar & slow whale), The Submarine Captain (Tritsch) (sideral slideguitar & Dogfoot), Dingo Virgin & others (aluminium croonguitar & stumblestrum)
- VCS3 fertilised elect piano & left bank uptightright pno & Shakespearian meat bass - Francis Bacon (Moze)
- Drumbox kicks and knocks - Lawrence the alien (Allan)
- Congox - Rachid Whoarewe the Treeclimber (Houari)
- Road crew & trux - Venux De Luxe (Francis Linon, ingegnere del missaggio e road-crew)
- Switch doctor - Wiz De Kid LIGHTS & Duke (Wiz De Kid, tecnico delle luci)